# Bobby Templeton
Pour les articles homonymes, voir Templeton.
Ne doit pas être confondu avec Robert Templeton.
Robert Bryson Templeton, couramment appelé Bobby Templeton, est un footballeur international écossais, né le 29 mars 1880, à Coylton, Ayrshire et décédé le 2 novembre 1919 . 
Il compte 11 sélections pour 1 but inscrit en équipe d'Écosse.

## Biographie

### Carrière en club
Natif de Coylton, Ayrshire, il joue d'abord en Angleterre, à Aston Villa, Newcastle United et Arsenal (appelé alors Woolwich Arsenal). Il rejoignit ensuite l'Écosse, au Celtic et à Kilmarnock avant des dernières piges à Fulham et un dernier retour à Kilmarnock.

### Carrière internationale
Bobby Templeton reçoit 11 sélections en faveur de l'équipe d'Écosse. Il joue son premier match le 3 mai 1902, pour un match nul 2-2, au Villa Park de Birmingham, contre l'Angleterre en British Home Championship. Il reçoit sa dernière sélection le 3 mars 1913, pour un match nul 0-0, au Racecourse Ground de Wrexham, contre le Pays de Galles en British Home Championship. Il inscrit un unique but lors de ses 11 sélections, à l'occasion de son premier match. Il aurait dû connaître sa première sélection le 5 avril 1902 mais le match a été annulé à la suite du premier désastre d'Ibrox et du décès de 25 spectateurs.
Il participe avec l'Écosse aux British Home Championships de 1902, 1903, 1904, 1905, 1908, 1910, 1912 et 1913. 

#### Buts internationaux
| no | Date       | Lieu                   | Adversaire | Évolution | Score final | Compétition               |
| -- | ---------- | ---------------------- | ---------- | --------- | ----------- | ------------------------- |
| 1  | 3 mai 1902 | Villa Park, Birmingham | Angleterre | 1-0       | 2-2         | British Home Championship |

## Palmarès

### Comme joueur
- Aston Villa :
  - Champion d'Angleterre en 1898-99 et 1899-00

- Newcastle United :
  - Vainqueur de la Northern Football League (en) en 1903-04

- Celtic :
  - Champion d'Écosse en 1906-07
  - Vainqueur de la Coupe d'Écosse en 1907
  - Vainqueur de la Glasgow Cup en 1907